# Bac Mòr
Bac Mòr est une île inhabitée du Royaume-Uni située en Écosse et faisant partie des îles Treshnish. Par métonymie, l'île est aussi désignée sous le nom de son point culminant, Dutchman's Cap, qui fait référence à la forme de l'île vue de côté.

## Géographie

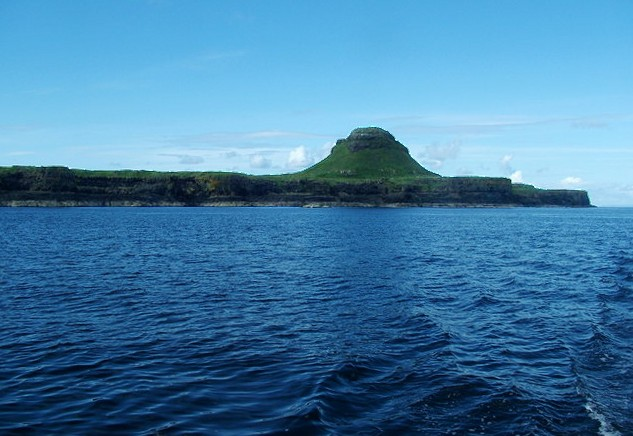
Bac Mòr et le Dutchman's Cap vu de bateau.

L'île est en forme de fuseau orienté nord-est-sud-ouest et est reliée à marée basse à l'île toute proche de Bac Beag qui se situe dans le prolongement sud-ouest de Bac Mòr. Dans le prolongement nord-est se trouve l'île de Lunga tandis qu'à l'ouest se trouve Tiree et à l'est Mull.
L'île est composée d'un plateau situé à une trentaine de mètres d'altitude cerné par des falaises qui forment des arches naturelles sur la côte Ouest ainsi que des grottes. En son centre se situe le sommet de l'île, le Dutchman's Cap (« Le Chapeau du Néerlandais »), qui culmine à 86 mètres d'altitude.

## Faune et flore

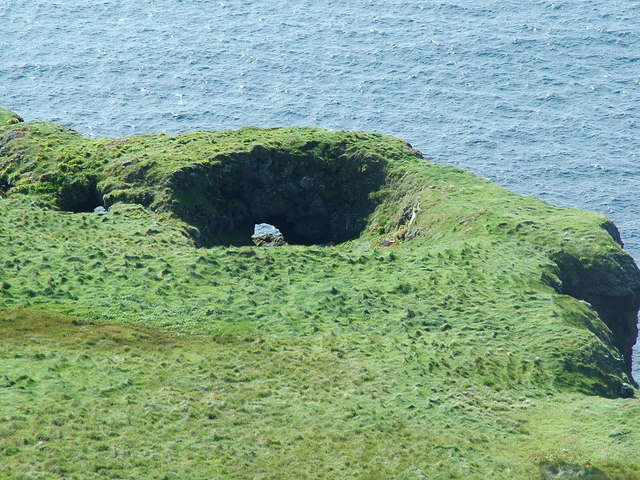
Arche naturelle sur Bac Mòr.

Bac Mòr, de même que les autres îles des îles Treshnish, est incluse dans une zone de protection spéciale créée le 30 août 1994 en raison de sa végétation formée de prairies mais surtout de la présence de nombreux oiseaux de mer qui y nidifient comme des océanites tempêtes ou qui y hivernent comme des bernaches nonnettes. L'île est aussi peuplée de macareux moines, de guillemots, de mouettes, de fulmars, de cormorans et de petits pingouins pour les oiseaux et de phoques gris pour les mammifères.